# Suzuki Swift
Suzuki Swift — субкомпактный автомобиль японского автопроизводителя Suzuki. Выпускается с 1984 года. Автомобиль второго поколения дебютировал в 1988 году. Третье поколение было представлено 10 июня 2010 года, его продажи в Европе стартовали c 2010 года.

## Второе поколение
В 2002 году на международном Парижском автосалоне был представлен прототип Suzuki Concept-S, спустя год на автошоу во Франкфурте презентовали Suzuki Concept-S2. Облик этих прототипов впоследствии перекочевал на Swift третьего поколения, производство которого стартовало в 2004 году.
Хэтчбэк обладает самыми большими в классе колёсной базой (2390 мм), шириной (1690 мм) и колеей (впереди/сзади — 1470 мм/1480 мм). Уже в базовой комплектации присутствуют необычные для подобных автомобилей 15-дюймовые колёсные диски. Основные двигатели для Suzuki Swift 2005 модельного года — 16-клапанные рядные 4-цилиндровые бензиновые моторы объёмом 1328  см³ (91 л.с.) и 1490  см³ (102 л.с.), на европейском рынке также доступен 1,3-литровый турбодизель от Fiat.
Передняя подвеска хетчбэка выполнена на стойках Макферсона, задняя — на торсионах. Существуют передне- и полноприводные модификации, каждая из которых может оснащаться 5-ступенчатой МКПП или 4-ступенчатой АКПП.

### Сервисные кампании
В феврале 2007 года компанией Suzuki была объявлена кампания по отзыву 220 автомобилей Suzuki Swift 2005 года выпуска, сошедших с конвейера завода в Венгрии, оснащенных бензиновыми моторами (объемом 1,3 л. и 1,5 л.). Причиной отзыва также стала проблема тормозной системы. На этот раз неполадки были выявлены в работе головного цилиндра, которые впоследствии приводили к утечке тормозной жидкости. Очевидно, что операция по исправлению дефекта включала замену дефектных деталей и смену тормозной жидкости.

## Четвертое поколение
В апреле 2010 года, на международной автомобильной выставке в Пекине компания Suzuki представила концепт Suzuki Swift R, созданного на базе серийного Suzuki Swift, а также ещё один концепт на базе Swift — Swift Plug-in Hybrid с гибридным двигателем.

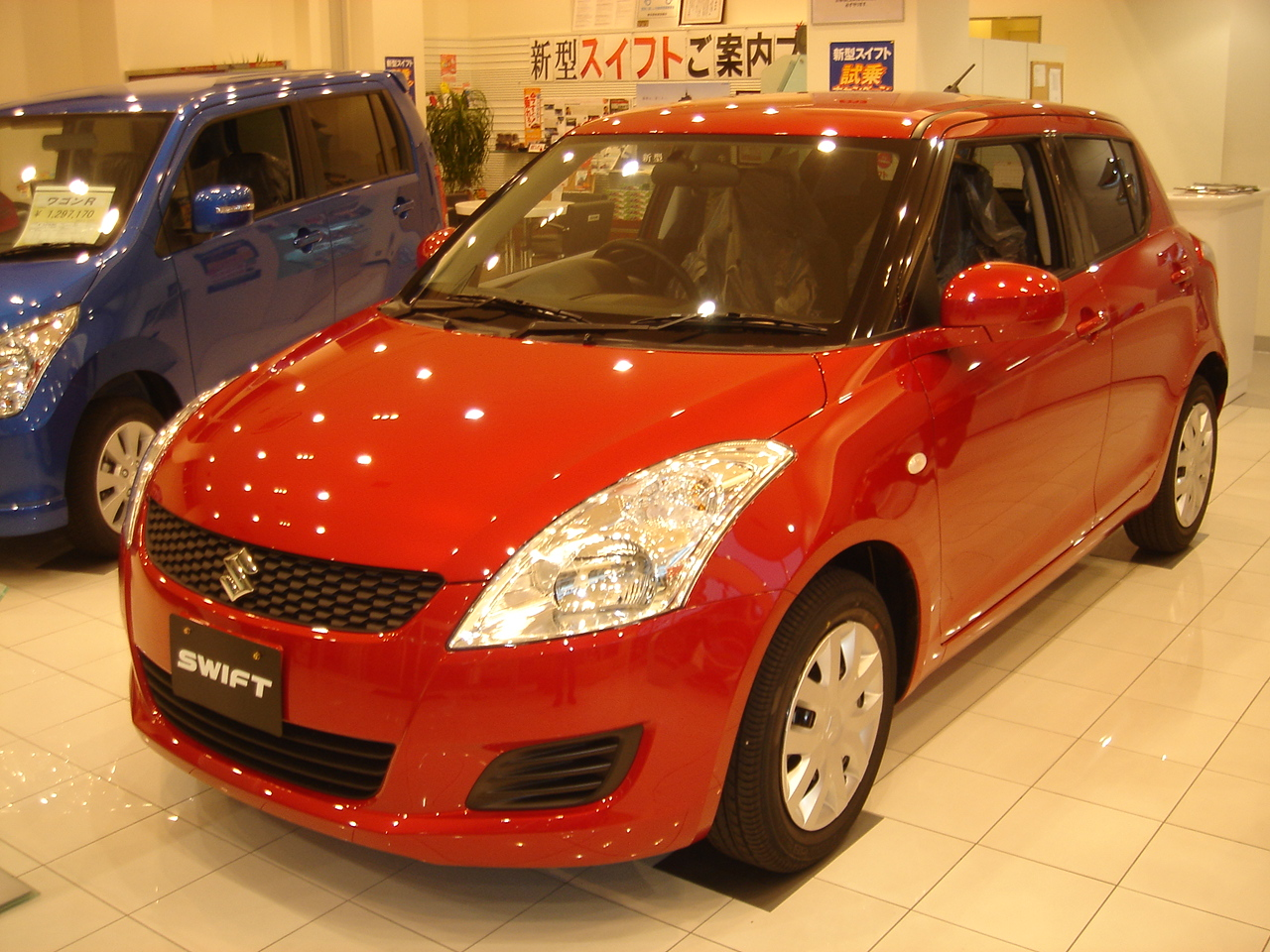
3 поколение

10 июня 2010 года на предприятии Magyar Suzuki Corporation (Эстергом, Венгрия) состоялась презентация Suzuki Swift 2011 модельного года. Автомобиль внешне напоминает предшественника, однако его колёсную базу увеличили на 50 мм (до 2430 мм), при этом длина возросла на 90 мм (увеличилась до 3850 мм).
На первом этапе производства Suzuki Swift 2011 будет оснащаться единственным бензиновым двигателем — 1,2-литровым силовым агрегатом мощностью 94 л.с. при 6000 об./мин., оснащённым системой Dual VVT. В начале 2011 года должен начаться выпуск автомобиля с 1,3-литровым дизельным мотором.

### Suzuki Swift 4x4 Outdoor
На базе автомобиля четвертого поколения в 2012 году была сделана специальная модификация Suzuki Swift 4x4 Outdoor. У машины полноприводная трансмиссия, мотор мощностью 94 л.с., увеличенный дорожный просвет и пластиковый декор кузова.